# مونته‌سکنو
مونته‌سکنو (به ایتالیایی: Montescheno) یک کومونه در ایتالیا است که در استان وربانو-کوزیو-اوسولا واقع شده‌است. مونته‌سکنو ۲۲٫۵ کیلومترمربع مساحت و ۴۵۲ نفر جمعیت دارد و ۵۱۲ متر بالاتر از سطح دریا واقع شده.